# واش‌مرغ رود فلای
واش‌مرغ رود فلای (نام علمی: Megalurus albolimbatus) نام یک گونه از سرده واش‌مرغ‌های نمادین است.